# Apatura dimeres
Apatura dimeres är en fjärilsart som beskrevs av Cabeau 1919. Apatura dimeres ingår i släktet Apatura och familjen praktfjärilar. Inga underarter finns listade i Catalogue of Life.